# Samuel Norberg
Samuel Norberg, född 15 juli 1752 i Västerås, död 10 februari 1843 i Göteborg, var en svensk boktryckare.
Den 26 juni 1782 blev han ledamot av "Boktryckaresocieteten" i Stockholm. Norberg gifte sig samma år med Maria Christina Smitt, och blev ägare till det Smittska tryckeriet (ursprungligen startat 1650 av Göteborgs förste boktryckare Amund Grefwe) vid Köpmansgatan i Göteborg i mars 1783. Det var en tid därefter beläget vid Kyrkogatan, men flyttades åter till Nordstaden, närmare bestämt Torggatan invid S:t Eriks torg, och benämndes även Gymnasieboktryckeriet.
Samuel Norberg hade tidigare varit anställd vid Ostindiska kompaniet som kvartermästare (1776-1779), extra konstapel (1780-1781) och skeppsskrivare. Då hans tryckeri förstördes i den stora eldsvådan 1792, ansåg han sig vara ruinerad och vände sig till sin förra arbetsgivare och bad att få återvända som skeppsskrivare. I stället fick han så kraftig ekonomisk hjälp, att han kunde fortsätta tryckerirörelsen och driva upp den till ett betydande företag. Han fick med tiden titeln överdirektör och blev riddare av Vasaorden, en på den tiden ovanlig utmärkelse.
Han var en mycket verksam man, och hade eget pappersbruk vid Korndal i Mölndal, där han för övrigt lät bygga ett skolhus, vilket senare donerades till Götiska förbundet. Samuel Norberg gav ut tidningarna Götheborgs Allehanda och Götheborgs Nyheter.
Efter hans död drevs tryckeriverksamheten vidare av Anders Westström (1773-1858) till 1848, då under namnet Norbergska tryckeriet. År 1855 lades tryckeriet ned för gott och därmed gick en 200-årig epok i graven.

## Böcker tryckta hos S Norberg
- Den Swenska Psalmboken... 1695 års utgåva, utgiven 1814